# Darleys Pérez
Darleys Gregorio Pérez Ballesta (* 14. September 1983 in San Pedro de Urabá, Departamento de Antioquia) ist ein kolumbianischer Profiboxer und ehemaliger Weltmeister der WBA im Leichtgewicht.

## Boxkarriere
Darleys Pérez boxte als Amateur im Leichtgewicht und bestritt 235 Kämpfe mit 220 Siegen. Er wurde sechsmal Kolumbianischer Meister, gewann 2006 die Goldmedaille bei den Südamerikaspielen in Argentinien und 2008 die Goldmedaille bei den Panamerikanischen Meisterschaften in Ecuador. Er schlug dabei in den Finalkämpfen Éverton Lopes und Yordenis Ugás.
Zudem nahm er 2007 bei den Weltmeisterschaften in Chicago teil und erreichte den fünften Platz, nachdem er erst im Viertelfinale gegen Kim Song-guk aus Nordkorea ausschied. Einen weiteren fünften Platz erreichte er bei den Olympischen Sommerspielen 2008 in Peking, als er im Viertelfinale gegen den Russen Alexei Tischtschenko verlor.
Ab 2009 boxte Pérez im Profilager und gewann in Kolumbien und den USA 28 Kämpfe in Folge, davon 19 vorzeitig. Am 8. Juni 2013 unterlag er in Montreal nach Punkten gegen den ungeschlagenen Kubaner Yuriorkis Gamboa und erlitt damit die erste Niederlage seiner Profilaufbahn. Dafür gewann er am 28. Juni 2014 die interime WBA-Weltmeisterschaft im Leichtgewicht durch Punktesieg gegen den ungeschlagenen Argenis Lopez. Im Oktober 2014 besiegte er Jaider Parra durch K. o. in der sechsten Runde und im Januar 2015 Jonathan Maicelo nach Punkten.
Am 9. April 2015 wurde Pérez zum neuen regulären Weltmeister der WBA ernannt, nach dem der Weltverband dem bisherigen Weltmeister Richard Abril den Titel aufgrund zweier nicht bestrittener Titelverteidigungen aberkannt hatte. Seine erste Titelverteidigung im Juli 2015 gegen Anthony Crolla endete unentschieden. Den Rückkampf im November 2015 verlor er dann durch K. o. in der fünften Runde.
Gegen den unbesiegten Maurice Hooker erreichte er im November 2016 ein weiteres Unentschieden. Im April 2017 unterlag er in einem WBA-Titelausscheidungskampf gegen Luke Campbell. Im Juni 2018 unterlag er gegen den Russen Maxim Dadaschew beim Kampf um die Titel USBA und NABF.